# Bill Rompkey
William „Bill“ Hubert Rompkey PC (* 13. Mai 1936 in Belleoram, Neufundland; † 21. März 2017 in Ottawa, Ontario) war ein kanadischer Pädagoge und Politiker der Liberalen Partei Kanadas, der insgesamt über 38 Jahre Abgeordneter des Unterhauses und Mitglied des Senats sowie zeitweise Minister war.

## Leben

### Studium, Lehrer und Schulverwaltungsbeamter
Nach dem Besuch des Bishop Feild College begann Rompkey 1953 ein Studium der Pädagogik an der Memorial University of Newfoundland, das er mit einem Bachelor of Arts (B.A.) beendete. Ein dort anschließendes postgraduales Studium der Literaturwissenschaft schloss er 1961 mit einem Master of Arts (M.A.) mit einer Arbeit zum Thema The novels of Robert Louis Stevenson ab. Neben seinem Studium leistete er zwischen 1955 und 1963 seinen Wehrdienst in der Reserve der Royal Canadian Navy und wurde zuletzt zum Leutnant befördert. Zugleich setzte er seine Ausbildung im Fach Pädagogik an der Universität London fort.
Nach seiner Rückkehr wurde Rompkey zunächst Lehrer an Schulen in Upper Island Cove und St. John’s und danach Schulleiter (Principal) der Yale Amalgamated School in North West River, ehe er schließlich bis 1971 Superintendent des Labrador East Integrated School Board, der für die den Osten der Labrador-Halbinsel zuständigen Schulbehörde.

### Unterhausabgeordneter und Minister
Bei der Unterhauswahl vom 30. Oktober 1972 wurde Rompkey als Kandidat der Liberalen Partei erstmals zum Abgeordneten in das Unterhaus gewählt und vertrat in diesem zuerst den Wahlkreis Grand Falls-White Bay-Labrador sowie seit der Unterhauswahl vom 21. November 1988 bis zu seinem Mandatsverzicht am 21. September 1995 den Wahlkreis Labrador.
Im Dezember 1972 übernahm er sein erstes Regierungsamt und war mit einer kurzen Unterbrechung bis Mai 1974 Parlamentarischer Sekretär beim Umweltminister, ehe er von September 1974 bis September 1975 Parlamentarischer Sekretär beim Minister für Arbeitskräfte und Einwanderung war. In dieser Zeit war Rompkey von September 1974 bis Oktober 1976 Vorsitzender des Ständigen Unterhausausschusses für Arbeit, Arbeitskräfte und Einwanderung.
Nach dem Wahlsieg der Liberalen Partei bei der Unterhauswahl vom 18. Februar 1980 wurde Rompkey am 3. März 1980 von Premierminister Pierre Trudeau als Minister für nationale Einkünfte in die 22. Regierung Kanadas berufen und bekleidete dieses Amt bis zum 29. September 1982. Zwischen dem 25. Februar 1981 bis 1984 war er außerdem im Kabinett auch zuständiger Regionalminister für Neufundland und Labrador. Anschließend war er zwischen dem 30. September 1982 und dem 11. August 1982 Staatsminister für Kleinunternehmen und Tourismus sowie später vom 10. Januar bis zum 29. Juni 1984 Staatsminister für Bergbau, ehe er zuletzt zwischen dem 30. Juni und dem 16. September 1984 Staatsminister für Verkehr war.
Nach der Wahlniederlage der Liberalen Partei bei der Wahl vom 4. September 1984 übernahm Rompkey verschiedene Aufgaben in der Oppositionsfraktion und war zunächst von Oktober 1984 bis August 1985 Sprecher für Konsumenten- und Unternehmensangelegenheiten und anschließend bis Januar 1986 stellvertretender Sprecher der Opposition für nationale Verteidigung. Im Januar 1987 wurde er Oppositionssprecher für das Amt des Staatssekretärs für Kanada und für Wissenschaft und Technologie sowie zuletzt zwischen Januar 1988 und 1989 auch bergbaupolitischer Sprecher seiner Fraktion.
Zuletzt war Rompkey von Mai 1991 bis September 1993 Vize-Vorsitzender des Ständigen Unterhausausschusses für nationale Verteidigung und Veteranenangelegenheiten sowie zwischen Februar 1989 und September 1993 Sprecher der Opposition für nationale Verteidigung und als solcher von 1991 bis 1993 zeitgleich für öffentliche Sicherheit und Vorbereitung in Notfällen.

### Senator
Nach seinem Ausscheiden aus dem Unterhaus wurde Rompkey am 21. September 1995 auf Vorschlag von Premierminister Jean Chrétien Mitglied des Senats und gehörte diesem bis zu seinem Ausscheiden mit Erreichen der verfassungsmäßigen Altersgrenzen von 75 Jahren am 13. Mai 2011 als einer der sechs Vertreter des Senatsbezirks Newfoundland and Labrador an.
Zu Beginn seiner Senatszugehörigkeit war Rompkey von Januar 1994 bis Februar 1996 Vize-Vorsitzender des Gemeinsamen Sonderausschusses des Parlaments von Kanada für die kanadische Verteidigungspolitik. Außerdem war er zwischen Februar 1996 und April 1997 Vorsitzender des Sonderausschusses für das Canadian Airborne Regiment in Somalia sowie zeitgleich des Sonderausschusses für die Entwicklungsgesellschaft für die Kap-Breton-Insel. Danach war er von September 1997 bis Oktober 2000 Vorsitzender des Ständigen Ausschusses für Binnenwirtschaft, Haushalte und Verwaltung.
Während seiner Mitgliedschaft im Senat war er vom 7. September 2001 bis zum 14. Januar 2004 Parlamentarischer Geschäftsführer (Whip) der Fraktion der Liberalen Partei und anschließend bis zum 5. Februar 2006 als Vize-Vorsitzender der Fraktion stellvertretender Führer der Regierungsmehrheit im Senat (Deputy Leader of the Government in the Senate). In dieser Zeit war er von Januar 2001 bis November 2003 Vorsitzender des Ständigen Ausschusses für Auswahlen. Zuletzt war Rompkey, dem auch ein Ehren-Doktor der Rechte (LL.D. Hon.) verliehen wurde, zwischen April 2006 und März 2011 Vorsitzender des Ständigen Senatsausschusses für Fischerei und Ozeane.

## Veröffentlichungen
- The novels of Robert Louis Stevenson, Thesis (M.A.), Memorial University of Newfoundland, 1961
- The story of Labrador, Montreal 2003
- From the coast to far inland: collected writings on Labrador. Halifax 2006
- Your daughter, Fanny: the war letters of Frances Cluett, VAD, Mitherausgeber Bert Riggs, St. John’s 2006.